# Чачи
Чачи (инд. caci) је облик борбе бичем или штапом. Сматра се да потиче са острва Флорес у Источној Нуси Тенгари, али се практикује и на суседним острвима Бали и Ломбок у Индонезији. Ова вештина се понекад назива cacing или ende на Флоресу, и larik или kebat у Риунгу, док је на балијском језику позната као ende.
Чачи углавном изводе припадници народа Мангараи, који живе на ширем културном подручју Мангараи у западним деловима острва Флорес, а које данас чине три регенства: Западно, Централно и Источно, као и суседно регенство Нгада. Извођење Цација је најзаступљеније у регенству Мангараи, посебно у граду Рутeng, где је ова ритуална борба бичем постала главни елемент културног идентитета народа [5]. Настао као део ритуала жетве, овај спектакл дуела бичевима прерастао је у атракцију за стране и домаће посетиоце.

## Етимологија
Сматра се да израз чачи потиче од мангарајских речи ча, што значи један, и чи, што значи тест, што указује на тест један на један између бораца. Чачи је древна борилачка вештина аутохтона за Мала Сундска острва.

## Легенда
Према локалном фолклору, цаци је на фестивалу почео са два брата која су имала бивола. Када је млађи брат упао у дубоку рупу, старији брат је морао да закоље бивола како би искористио његову кожу да помогне брату да побегне из рупе. Заједница је прославила овај чин љубави фестивалом на којем су се одржавали цаци мечеви.

## Стилови и опрема
Такмичари су голих груди и носе панталоне прекривене везеним тканим саронг сонгке (сонгкет саронг). Доњи део леђа и глежњеви украшени су малим звецкајућим звончићима, који производе специфичне звукове приликом кретања и борбе. Горњи део тела је намерно откривен како би био изложен ударцима бича. Кациге са маскама направљене су од бивоље коже која је умотана у шарене тканине са украсима налик роговима, уз мараме које се носе преко лица. Штит је округлог или елиптичног облика.
Постоје две врсте чачија: са бичем (tereng или agang) или штапом (agang). Бич може бити дуг или кратак. Кратки бич одговара cambuk-у са Јаве и дугачак је око 0,9 м. Дуги бич је дугачак 1,5–1,8 м и направљен је од стабљика палме повезаних ратаном или тракама коже воденог бивола. Штап је недекорисани комад тврдог дрвета дужине 0,9–1,4 м и пречника око 5 cm. Штит је округлог или елиптичног облика. Такође традиционално недекорисан, познат је као giling или nggiling када је направљен од бивоље коже, а perisai kayu када је од дрвета. И бич и штап су се традиционално практиковали у регенству Мангараи, али се штап данас ретко виђа. На Балију и у регенству Нгада постоји само облик са штапом.

## Правила и техника
Чачи борбу изводе два такмичара — увек мушкарци — који обично долазе из различитих села. Након почетног сигнала, почиње дуел бичем и штитом. На почетку меча, такмичари се могу кретати напред-назад поскакујући, чиме звецкају звончићи причвршћени за бокове и глежњеве. Звоњава звончића има за циљ провокацију, иницирајући покрете како би се задиркивао противник и оживела борба. У позадини музичари ударају у бубњеве и гонгове, а навијачи навијају.
У чачи мечу, два борца се наизменично смењују у нападу и одбрани. Нападачу су дозвољена три ударца на било који део тела, док бранилац покушава да се одбрани штитом. Бранилац не сме да напада док се брани, али у случају борбе бичем, може вртети бич изнад главе како би спречио нападача да се приближи. Технике штапом, с друге стране, представљају само замахе без убадања или бодења.
Дозвољено је ударање свих делова противниковог тела. Међутим, такмичари ће углавном циљати горњи део тела, посебно главу, јер се успешан ударац у лице или главу сматра највећим успехом. Због тога је обавезно ношење заштитне опреме попут традиционалне рогате кациге, која штити чело, очи и лице. Задобијање ударца у лице или главу значи тренутни губитак меча. Улоге нападача и браниоца се мењају након сваког ударца бичем. После четири рунде, одлучује се победник, а следећи пар противника излази у арену.

## Културни значај
Чачи је некада служио као облик решавања спорова унутар и између села. Борци су подељени на групу домаћина (ata one) и групу изазивача из другог села (ata pe’ang или meka landang). Раније су се одржавали шампионски мечеви у којима је циљ био ослепети противниково око. Победник је дужан да весело отпева катрен, док поражени одговара тихим гласом да покаже очај. Учесници морају бити окретни, физички спремни и способни да певају локалне песме.
Иако се чачи често сматра помало разиграним такмичарским спортским догађајем, он има и жртвену функцију. Према локалном веровању, ако леђа борца буду ударена бичем, жетва ће бити добра. Крв која капље из ране представља принос прецима за плодност земље. Мечеви се обично одржавају у дворишту заједничке куће. Млађи дечаци се такмиче рано у току дана, док се старији борци и шампиони боре поподне. Током меча, музичари, који су обично жене, окупљају се и свирају бубњеве и гонгове као музичку пратњу како би охрабрили такмичаре и гледаоце.
У модерно доба, чачи се често погрешно сматра плесом, али је заправо током своје историје, све до 1970-их, био реалистична борилачка вештина. Искусни борци су имали тешке ожиљке на горњем делу тела, док су поражени додатно имали траг поражавајућег ударца на лицу, или још горе — једно око би им било ослепљено. Данас су, међутим, повреде обично довољно плитке да зарасту за неколико дана.
Борбе су се традиционално одржавале скоро сваке недеље, али им је популарност опала, па су се одржавале само током фестивала. Данас је, међутим, интересовање туриста учинило чачи чешћим. Али са променом пољопривредних околности, вештина је данас одвојена од своје традиционалне симболике. Трајање ритуала је драстично скраћено, приказујући само фрагменте стварне борбе. Чачи се и даље може видети у свом изворном контексту током церемоније Пенти, која се одржава обично у интервалима од 5 година.